# ویاسنا چیا لت
ویاسنا چیا لت (زادهٔ ۱۹۴۴) وکیل اهل کامبوج است که اولین دانشجوی زن در رشتهٔ حقوق در دانشگاه سلطنتی حقوق و اقتصاد در کامبوج بود. او در دههٔ ۱۹۹۰ به دلیل نبود خوابگاه برای زنان، در فضایی زیرزمینی در زیر دانشگاه زندگی می‌کرد. او به عنوان وکیل، توجه‌ها را به مسائل زنان کامبوجی در دسترسی به آموزش عالی جلب کرد، زیرا به دلیل نبود خوابگاه مناسب با چالش‌هایی روبه‌رو بودند. این تلاش‌ها منجر به تأسیس بنیاد هارپسول توسط نویسنده الن لایتمن برای حمایت از زنان شد، و به عنوان عضو افتخاری هیئت مدیره این بنیاد است.
او در سال ۱۹۹۹ به منظور ادامهٔ تحصیل در رشتهٔ حقوق به فرانسه رفت و سپس در سال ۲۰۰۶ موفق به اخذ مدرک کارشناسی ارشد در رشتهٔ مطالعات سیاست اجتماعی و توسعهٔ پایدار بین‌المللی، نظریه‌ها و کاربردها از مدرسهٔ آموزش بین‌المللی ورمانت (ایالات متحده) شد. او به عنوان مشاور توسعهٔ اجتماعی در سفارت بریتانیا در کامبوج فعالیت کرده و در سال‌های ۲۰۰۹ تا ۲۰۱۱ به عنوان مشاور سیاست‌های مدیریت بحران در بانک جهانی کار کرده است.
ویاسنا چیا لت در سال ۲۰۱۸، او به عنوان یکی از ۱۰۰ زن بی‌بی‌سی معرفی شد.